# 华南地区

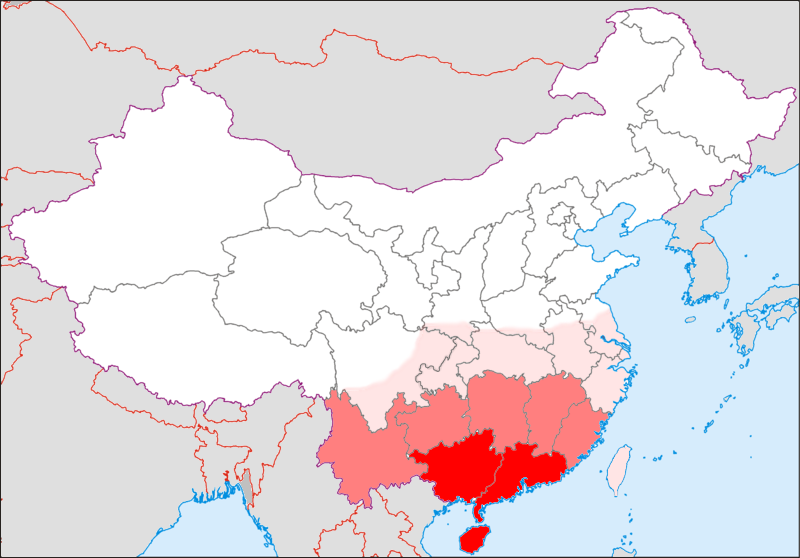
华南定义示意图，红色从深到浅依次为狭义的华南、較廣義的华南和中国的南方地区。

华南是一个中国地理概念，指中国本土南部，有广义和狭义之分。

## 广义之“华南”

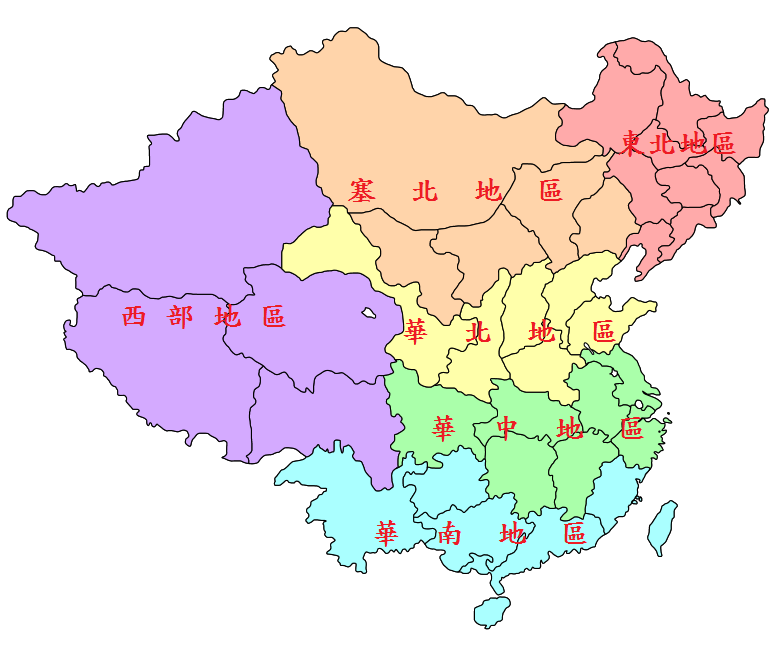
過去中華民國教科書中的地區畫分，華南地區（淺藍色部）包含雲南、貴州、廣西、廣東、福建、台灣六省及海南特別行政區

广义的华南即“中国南方”，地理上指秦嶺-淮河線以南中國的廣大區域。這種區分包括氣候、經濟生產、交通、文化等來區分，南方屬於副熱帶季風氣候以及熱帶季風氣候，冬季从較少至幾乎不下雪，氣候暖和，以水稻為主要的糧食作物，古時以水路為主要的運輸方式。

## 狭义之“华南”
狭义的华南则特指“岭南”，指“五岭以南”，这一“华南”的概念包括现江西省，湖南省部分位于五岭以南的州县。在中華民國早期的教科書中，曾將華南的範圍定義為：廣東、廣西、貴州、雲南、福建、臺灣六省，合稱「華南六省」。而依照现在中华人民共和国的行政区划和定義，狭义的「华南」通常只指广东省、广西壮族自治区以及海南省，有时还会包括香港和澳門两个特別行政區。

## 其他与“华南”相近或相似的地理概念

### 南夏
華南在古代也被称为“南夏”，意指華夏漢地的南部。

### 中南
中南这一地理概念较少见于传统称谓，是近代以后逐渐使用的。通常包括现今之河南省，湖北省，湖南省，广西壮族自治区，广东省和海南省。今日中国人民解放军南部战区，前身为广州军区，辖区即包括上述省区，后河南省和湖北省陆续划归今日中部战区管辖。
今日中华人民共和国出版的交通图册，通常将河南省的公路网和两湖，两广，海南统一划入“中南地区”。

### 江南
江南广义上亦曾指广大南方地区，但随着历史发展逐渐收窄为“江东之地”，即今日上海市，江苏省长江以南的地区，安徽省长江以南的地区，江西省东北部和浙江省钱塘江以北地区。

### 越地

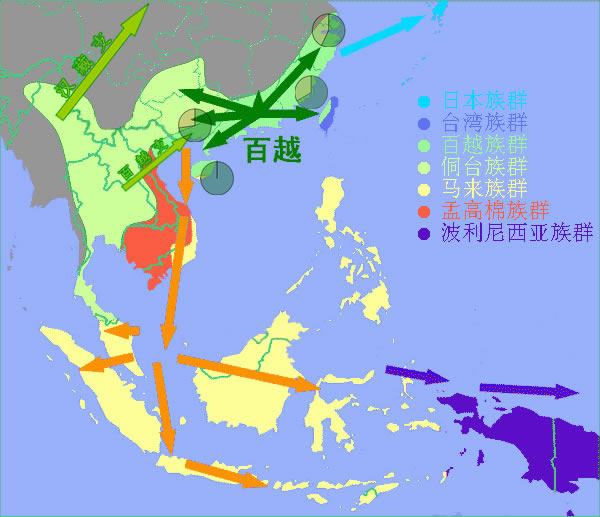
广义上的越地及对百越发生和分化的一种猜测。

古字“粤”通“越”，越地指百越之地，范围也曾经包括自长江以南广大地区，包括干越、扬越、东瓯、西瓯、闽越、南越、骆越等，秦朝起建立过南越国，後被汉朝灭亡。“越”一般是指钱塘江以南的“越地”（相反钱塘江北称“三吴”），江南地区也可称为“吴越”。
而“粤”则是指岭南地区（两广，包括海南島）。至明清时代，“粤”仍泛指两广，如徐霞客之游记即将广东称为粤东，广西为粤西。南明位于广西桂林的靖江王，自称“就藩于粤西烟瘴之地”（顾诚《南明史》），而太平天国运动则“起于粤西”。
民國之後，“粤”之含义收窄为特指“广东省”，现代提到“粤”，除了粵語外，一般不会将广西壮族自治区和海南省计算在内。越南北部古代的时候是南越国（南粵國）的一部分，及後數度併入中國。而國際上的「越」則指越南。